# کلیسای سنت براید

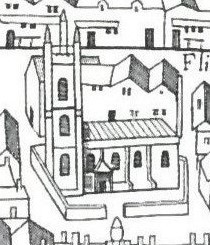
نقاشی کلیسای سنت براید، آنطور که در نقشه "مسی" لندن دیده می شود، بین سال‌های ۱۵۵۳ و ۱۵۵۹ نقاشی شده‌است.

کلیسای سنت براید (انگلیسی: St Bride's Church) یک کلیسای قدیمی در شهر لندن، انگلستان است.
این کلیسا که در خیابان فلیت، سیتی لندن قرار دارد در سال ۱۶۷۲ ساخته شده‌است.

## نگارخانه

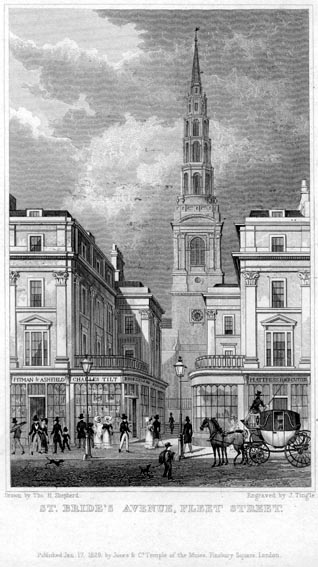
قرن ۱۹ میلادی
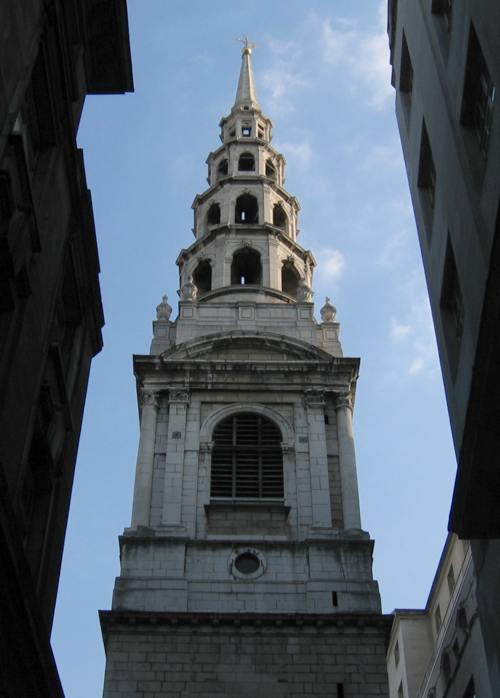